# Hofanlage Röllinghausen 1
Die Hofanlage Röllinghausen 1 in Bassum-Groß Bramstedt wurde im 19. Jahrhundert gebaut.
Das Ensemble ist ein Baudenkmal in Bassum.

## Geschichte
Die Hofanlage besteht aus

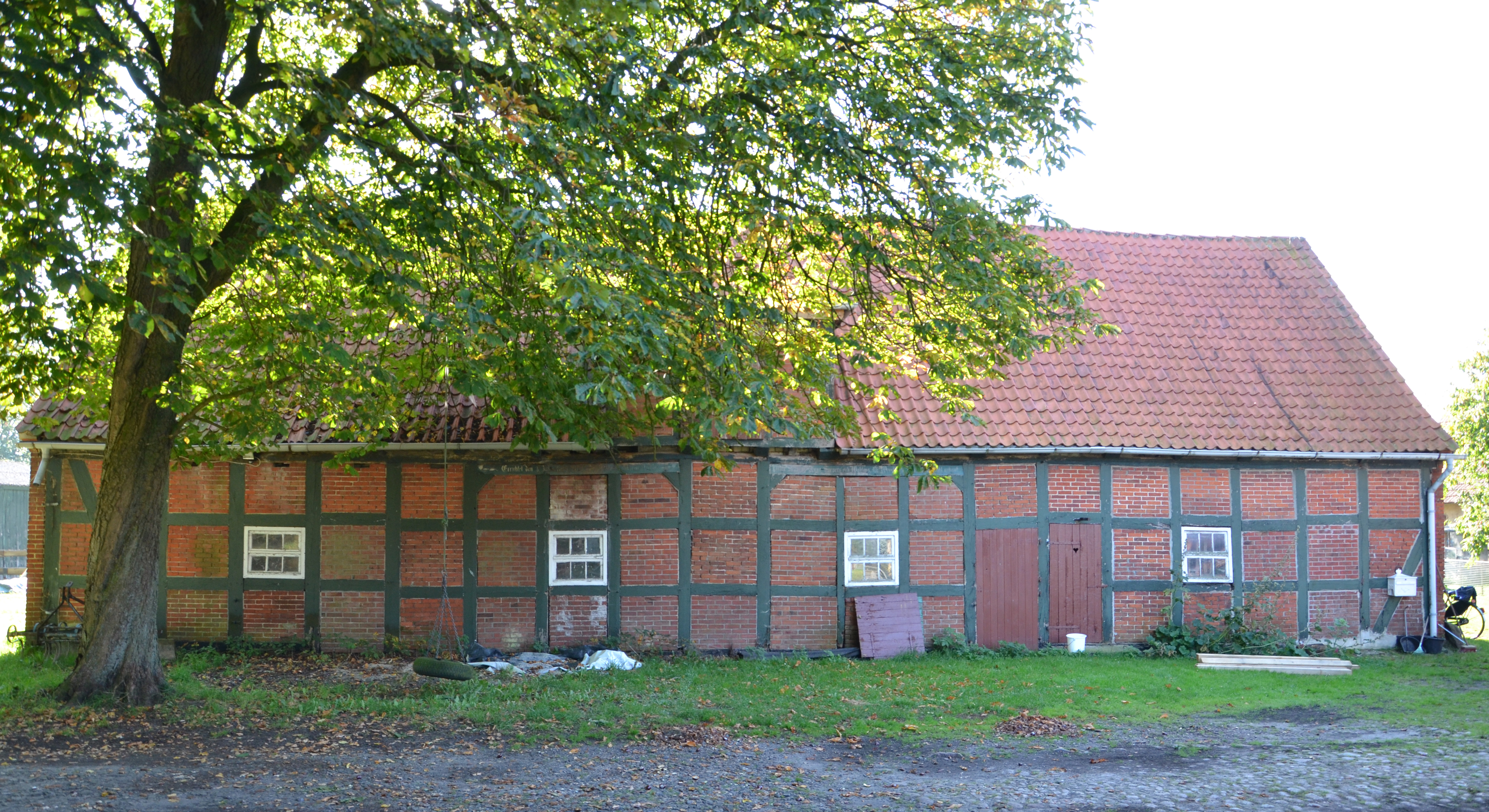
Stall

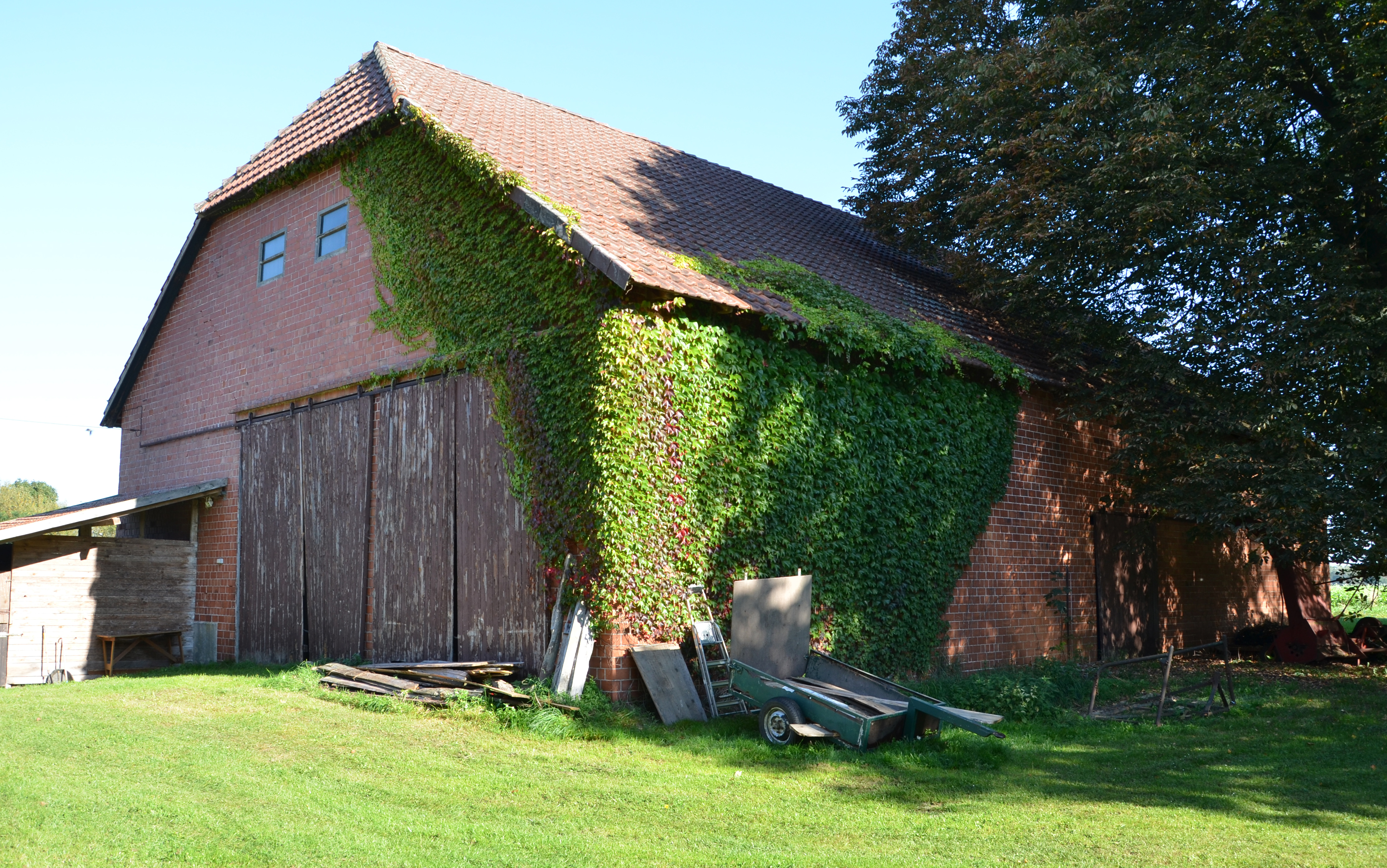
Scheune

- dem Wohn- und Wirtschaftsgebäude als Hallenhaus von 1823 in Fachwerk mit Steinausfachungen, Krüppelwalmdach und Niedersachsengiebel mit Uhlenloch und Inschrift (u. a. „Johann Friedrich Wöhler“) über der Grooten Door mit Korbbogen,
- der später gebauten verklinkerten Scheune mit Krüppelwalmdach und Längsdurchfahrt,
- dem Stallanbau in Fachwerk mit Satteldach und
- den vier nicht denkmalgeschützten Nebengebäuden.